# アルナムの牙 獣族十二神徒伝説
『アルナムの牙 獣族十二神徒伝説』（アルナムのきば じゅうぞくじゅうにしんとでんせつ）は、1994年12月22日に日本のライトスタッフから発売されたPCエンジンSUPER CD-ROM2用ロールプレイングゲーム。
主人公「ケンブ」を操作し、「アルナム」と呼ばれる世界に突如出現した肉叢（ししむら）から人類を救出する事を目的とした人種差別をテーマにした作品である。ゲーム誌『電撃PCエンジン』誌上で読者に対しゲームアイデアの一般公募が行われ、一部アイデアがゲーム内に採用されている。
開発はライトスタッフおよびF.E.A.R.が行い、イラストレーターの木村明広が企画・総監督を務めており、音楽はPCエンジンSUPER CD-ROM2用ソフト『フラッシュハイダース』（1993年）を手掛けた澤下禎およびスーパーファミコン用ソフト『バトルタイクーン』（1995年）を手掛けた川島伸二、3DO用ソフト『ブルーフォレスト物語 ～風の封印～』（1996年）を手掛けた日野由紀子が担当している。本作でバグが多数発見された件に関して、木村は自身のイラスト集「PureWhite」内の『アルナムの牙』に関するコメントで、「某工場の焼ミスで致命的なバグが発生してしまった」と述べている。 
1996年にジャンルをアドベンチャーゲームに変更する形でPlayStationに移植された。個性的な12人のキャラクターたちが、行く先々でパーティーを編成して様々な謎を解いていく。前作のシナリオをそのままにRPG要素を取り入れたアドベンチャーとなった。また、後に続編となるPlayStation用ソフト『アルナムの翼 焼塵の空の彼方へ』（1997年）が発売された。

## ゲーム内容

### システム
パーティは最大でも3人一組で、主人公ケンブ以外のキャラクターはイベントが進むごとに入れ替わりが強制的に行われる。お金に関しては露夢（ろむ）という単位が使用されており、戦闘で直接手に入るのではなく、戦闘で倒した肉叢の数などによって換金所でお金と交換するシステムになっている。
戦闘はターン式のコマンド選択によって行われる。ステータスはHPに当たる「体」とMPに当たる「気」と分けられる。このゲームの特徴としては、それぞれ干支の十二支にちなんだ12の種類の獣へ変化して攻撃をする「獣化」と2人一組になって攻撃をする「合体」がある。
攻撃
通常の物理攻撃。
獣化
それぞれの獣へ獣化しての攻撃。
気法
いわゆる魔法。攻撃、補助、回復といった種類がある。
合体
2人一緒に攻撃し大ダメージを与える。誰と誰が組むかによってダメージ、効果など様々。
防御
身を守り、ダメージを軽減する。
物品
アイテムを使用する。
逃亡
敵から逃げる。

## ストーリー
「アルナム」と呼ばれるこの世界は、人間と12の部族からなる獣族という特殊な能力を持った亜人種たちが共存する世界であった。獣族は通常の場合見た目は普通の人間と変わりは無いのだが、人間からは「卑しまれた者共」と蔑まれ忌み嫌われる存在であった。アルナムは清帝マリエーンを頂点にそれぞれの地方を人間が統治していた。そんなある日、肉叢（ししむら）という異形の生物が出没しはじめ、人々の生命を脅かした。このことを危惧したマリエーンの呼びかけで肉叢から人間を守る防人として戦闘能力に長ける獣族の12の部族それぞれの代表が中央府の清都（せいと）へ集められることになった。主人公ケンブの部族である戌（ジュツ）族からは屈強な戦士であるオウケンが向かう予定であったが、肉叢からケンブを守るために命を落としてしまう。そのためケンブがオウケンの代わりに清都へ旅立つことになったのである。彼ら獣族が何時どのようにして生まれ、何故人間から迫害を受けているのかは人間はおろか獣族達でさえ知る者は居ない。ケンブもまた、自分達の置かれた現在の立場に疑問を感じながらも肉叢との戦いに身を投じる。

## 登場人物
ケンブ
声 - 森川智之
犬に獣化する戌（ジュツ）族の代表で本作の主人公。17歳。オウケンや仲間の仇を討つべく代表に志願した。正義感が強く熱血漢だが、マイペースで人の話をよく聞かない。
トエイ
声 - 冬馬由美
兎に獣化する卯（ボウ）族の代表。17歳。快活で心優しい少女。代表になるはずだったホロトが怪我をしてしまったために代わりに代表となる。
シャッコ
声 - 千葉繁
虎に獣化する寅（イン）族の代表。23歳。義理堅く一本気な男。妹のマトラには頭が上がらない。
スズメ
声 - 篠原恵美
馬に獣化する午（ゴ）族の代表。21歳。明るくサバサバとした性格のしっかり者の女性。
トバリ
声 - 松本保典
鳥に獣化する酉（ユウ）族の代表。19歳。聡明な青年でケンブとは気が合うらしい。
タランダ
声 - 真柴摩利
蛇に獣化する巳（シ）族の代表。25歳。気が強く口も悪いが根は優しく姉御肌な女性。
バッソ
声 - 二又一成
鼠に獣化する子（ス）の代表。18歳。少々ずる賢くお調子者な男。シャッコをアニキと慕う。
ヨウガン
声 - 桜井敏治
羊に獣化する未（ミ）族の代表。20歳。気が弱く戦うことを好まない青年。
ヒエン
声 - 田中真弓
猿に獣化する申（モウ）族の代表。16歳。頭脳派でプライドが高い少年。
ギユウ
声 - 平田康之
牛に獣化する丑（チュウ）族の代表。27歳。無口でポーカーフェイスな力自慢の大男。
ランチョ
声 - 西村知道
猪に獣化する亥（ガイ）族の代表。35歳。猪突猛進で豪快な男性。代表の中では唯一の妻子持ち。
リョウスイ
声 - 速水奨
龍に獣化する辰（シン）族の代表。素性は謎に包まれている不思議な青年。
清帝マリエーン皇女
声 - 島本須美
アルナムを統治する清帝。年齢は一千歳や一万歳とも言われているが、そうは思えないほどの大変美しい容姿をしている。現在の人間と獣族の関係を憂いている。
その正体は父、大気法師マハムによって作られた真の娘の複製体であり現在のマリエーンは四代目に当たる。 肉叢に誘拐され、最終戦後に変わり果てた母ヨロヅによって兄シヴァに代わる破壊神として改造されるが暴走を起こしヨロヅを殺害後、吸収。マハムが作り出した地底世界をも破壊しようと攻撃を繰り出した際に止めに来たマハムの呼び掛けで正気を取り戻すも全ての元凶は命を弄んできたマハムだと糾弾、開き直って嘲笑うマハムをもその圧倒的な力で倒して吸収。新たな太陽神となりケンブ達十二神徒達と共に世界の再生を見守る。
マハム
声 - 柴田秀勝
五大気法師のリーダー。 主人公達が住む地底世界と獣族十二神徒を創造し娘の複製体である初代マリエーンと共に再び過ちを犯さないように人間を厳しく統治管理させて自らは気法で太陽と化して世界を照らしてきた。
ヨロヅ
声 - 有馬瑞香
マハムの妻。息子シヴァと共に荒廃した地上に残り地上の復権を目指しマハムの作った地底世界に肉叢を送り込み侵攻を重ねてきたがその真の目的は娘マリエーンを連れ戻しシヴァに代わる新たな破壊神とする事だった。 シヴァを犠牲にし、マリエーンを破壊神として改造完了した矢先に暴走を起こした彼女によって殺され意識、力共々吸収された。
ホクロク
声 - 松本保典
四天孔の一人。火の気法を得意とする。 不良のような見た目に反して非常にストイックかつ生真面目な性格をしており大気法師マハムに憧れ彼に近付くために日夜修行に励んでいた。自分と違い楽天家かつ不真面目なトウバンとは互いに馬が合わない。
実はタランダの実の父親であるが、愛した女性を死なせてしまったショックから忘れ形見の娘を妻と同族の村に置いて去ってしまった。(タランダの本名｢アマネス｣はホクロクが名付けた名である事がナンゴウによって語られている。)
トウバン
声 - 二又一成
四天孔の一人。地の気法を得意とする。 祭り好きで祭りの日にのみ外に出て普段は巨大な岩で塞がれた祠の中で生活している。 一見落ち着きのある妙齢の男性の姿をしているが見た目に反して楽天家かつ不真面目な性格をしており生真面目なホクロクとは互いに馬が合わない。 幼少時のギユウと面識があり彼を｢ギユウちゃん｣と呼んで懐かしがっていた。 ケンブ達にかつて獣族のほうが人間を支配していた事、獣族がかつて｢獣族十二神徒｣と呼ばれていた事を伝える。
ナンゴウ
声 - 平田康之
四天孔の一人。風の法力を得意とする。 細身の物腰の柔らかい美青年。断崖絶壁の上に建てた寺院に住む。彼の口から｢我々、岩舟人は同族間では子を作れない、子を作る事自体は可能だが子が生まれると互いに死んでしまう｣という生命体としては致命的な欠陥がある事が語られ、かつて獣族や人間とならは死ぬ事なく子を残せるのではないかと考え実行したホクロク、トウバンが愛する女性を死なせた喪失感から生まれた子を捨ててしまった事に対しては軽蔑と同情が入り混じった複雑な感情を抱いている。タランダからホクロクの面影を一目で感じ取り彼女が彼の娘｢アマネス｣と確信。彼女に真相を話した上で父親ホクロクを許してやって欲しいと懇願、快諾した彼女に岩舟人の悲願である｢生きて子供の顔を見る｣事を託す。 密かにセイロンの事を想っており彼がホクロク、トウバンのように他種族の女性と結ばれる道を選ばなかったのはその為であった。 実は四天孔の中では唯一の失敗作であり人間でも彼を殺す事は容易いとされガイズから｢逆らえばナンゴウを殺す｣と脅迫されて残り三人は寺院や祠への幽閉を受け入れていた事が後にセイロンから語られた。
セイロン
声 - 根谷美智子
四天孔の一人。水と空気の気法を得意とする。 海底に沈む寺院に暮らしている。 獣族と人間の立場が逆転したのは獣族の人間に対する過度な差別をマハムから咎められた事をケンブ達に語り、今現在、獣族が人間から受けている扱いがまさにそれにもかかわらずマハムが何もしない事に関して怒りを覚えたケンブ達に自分も全く同じ疑問を抱いている事を語りマハムの真意を知る為にもケンブ達にシン族に会う事を薦める。
ガイズ、バンタン
声 - 宮田浩徳、 吉川虎範
マリエーンの側近達。ガイズは四天孔を、バンタンは三武神をそれぞれ配下に擁する。 かつて人間が獣族に支配されていた過去を知る数少ない人間で、マリエーンが獣族達を優遇している事をかつての獣族による支配社会に逆戻りさせる気ではないかと危惧していた。マリエーンが肉叢に誘拐された事をいい事にバンタンと結託して実権を掌握して獣族討伐に乗り出す。全勢力を率いて獣族で一番危険なシン族の村に船で攻め込む途中、ケンブ達によって救出されたマリエーンによって世界再生までの間、全てのアルナムの民と共に水泡の中で長い眠りにつかされた事でその野望も文字通り水泡に帰す事となった。
ギホウ
声 - 石森達幸
三武神最年長。ゴウセン、ジュウケイとは違い獣族に対して強い差別意識を抱いており自らが治める街に獣族が派遣される事に抗議する為に清都に来た際にケンブ、トエイと一度鉢合わせしている。その際にも嫌悪を露にしたがトエイから年寄り扱いされ激怒してその場を去った。ケンブとトエイがギホウの街で起こした不祥事をネタにゴウセンを失脚させその際にケンブに対して皮肉を言い放ちその場を去る。本人は老体の身だがキョウ、ケイ、ガクの三人の武人を弟子、配下に持つ。 獣族やゴウセンの件ではガイズ、バンタンと結託していたが両者とは異なりマリエーンへの忠誠心は本物だったようで彼女が肉叢に誘拐された際には部下のケイ、ガクを引き連れて救出に向かうなど獣族への差別意識を除けば武人としては真っ当な人物だった模様。
ゴウセン
声 - 宮田浩徳
獣族の代表達の直属の上司。獣族に対する差別意識そのものを良しとせず終始ケンブ達の味方だった。中盤で彼を目の敵にしていたガイズ、バンタン、ギホウによってケンブ達獣族の度重なる不始末の責任を問われ清都での任を解かれ自らの街での謹慎を命じられるがそれでもケンブ達に対して協力を惜しまなかった。 スズメの父親とは友人関係だった模様。
キョウ
声 - 平田康之
メイファンの父親でギホウの弟子にして配下の一人。ギホウの留守中、街の管理を任されていた。獣族を信じていなかったが、メイファンを助けてもらったことで素直に礼を言うなど、獣族に対しての考えを改めて歩み寄りが見られたが、後にメイファンが死んでしまったときには、ケンブたちを罵倒して再び心を閉ざした。
メイファン
声 - 吉田古奈美
キョウの娘。自分を助けてくれたケンブやトエイを慕う優しい少女だったが、肉叢にさらわれた際に体内に卵を産み付けられていいた。後に体内の卵が孵化して肉叢に体を食い破られて死亡。
コーラン
声 - 根谷美智子
ジュウケイの娘で街の役人も勤めている。アイカの双子の姉。淑やかな性格の女性。獣族に対しても差別を抱かずに対等に接する数少ない人物。
アイカ
声 - 松下美由紀
ジュウケイの娘でコーランの双子の妹。姉と同じく街の役人をしている。姉とは正反対でかなりキツイ性格。 街の警備も兼ねており気法を操るがシャッコからは｢コントロールが無茶苦茶で味方も巻き込みかねない｣と断言されるほど未熟な腕前で当人もその事を自覚している。  当初は獣族に対して差別を露にしていたが恋人トノイに会う目的でケンブ達に同行していくうちにその意識はすっかり消え失せていき最終的にはケンブ達とは友達に近い関係となった。  清都で捕らわれていたケンブ達の脱走を手助けした際にケンブに対して好意を抱いていたかのような言葉を濁すが真相は不明。
マトラ
声 - 山田美穂
シャッコの妹。気が強く口達者な少女。兄を手玉にとって楽しんでいる。
ホロト
声 - 千葉一伸
ボウ族の青年。トエイの幼なじみにして彼女の婚約者。村の代表として清都に向かう途中に肉叢に襲われたことで、病を患い、寝たきりになった。自分の死を予感していて、自分の死後、トエイを頼むとケンブたちに遺言した。その後、村に残ったトエイに看取られて亡くなった。
イン族の長老
声 - 石森達幸
人間の村と身分を超えた親交を深めてきた自負から他の獣族を見下している。
シャッコの親父
声 - 柴田秀勝
シャッコとマトラの父親。基本的には善人だが息子以上に思い込みが激しく口より手が先に動くタイプ。シャッコよりも強く息子とは異なり徒手空拳による空手スタイルを得意とする。
ヒエンママ
声 - 有馬端香

イノア
声 - 岡本嘉子

ランチョの子供甲
声 - 山本美由紀

ランチョの子供乙
声 - 山田美穂

ランチョの子供丙
声 - 松下美由紀

ギユウの母
声 - 有馬端香

マサゴ
声 - 吉田古奈美

アラゴ
声 - 山本美由紀

ヒメゴ
声 - 山田美穂

ケンホウ
声 - 千葉一伸

カイケン
声 - 山野井仁

ゴウセンの父
声 - 石森達幸

ゴウセンの母
声 - 岡本嘉子

ジュツ族男 甲
声 - 千葉一伸

ジュツ族男 乙
- 声 - 山野井仁

ジュツ族長老
声 - 石森達幸

清都衛兵 甲
声 - 山野井仁

清都衛兵 乙
声 - 宮田浩徳

オウケン
声 - 速水奨
ジュツ族の戦士であり、ケンブの師匠。
一族最強の戦士で本来は彼が一族の代表として召集される予定だったが、ケンブを庇い戦死してしまう。
一種九号
声 - 吉田古奈美
最初期に作られた岩舟人の失敗作。 幼い少女の姿をしているが少なくとも5000年以上生きていた。  人格形成に失敗しており狂暴な別人格を有しておりそれを理由に産みの親のヤマタにより森の奥に捨てられていた。  最期はトエイに抱かれながら眠るように天寿を全うした。

## 移植版
| No. | タイトル                      | 発売日       | 対応機種    | 開発元         | 発売元         | メディア | 型式       | 備考                                 |
| --- | ----------------------------- | ------------ | ----------- | -------------- | -------------- | -------- | ---------- | ------------------------------------ |
| 1   | アルナムの牙 獣族十二神徒伝説 | 1996年2月2日 | PlayStation | ライトスタッフ | ライトスタッフ | CD-ROM   | SLPS-00173 | ジャンルがアドベンチャーゲームに変更 |

## 音楽

### 主題歌
エンディングテーマ
- 「Fallin City」
  - 作詞：帝之瀞掬、下橋正人
  - 作曲：澤下禎
  - 演奏：P.F.M.

### サウンドトラック
- 『ALNAM』（1995年、ポリグラム）

## スタッフ
- 企画・原案：木村明広
- シナリオ／世界観設定：澤下禎、青柳久、金丸宏之、松本康志、北澤誠、木村明広
- プログラム：春名弘、桜井健一、手島義晶、中路健一
- マップデザイン考案：藤井恵、檜垣賢一、青柳久、澤下禎、金丸宏之、木村明広、星野宇喜子、遊山直紀
- マップワークス：藤井恵、檜垣賢一、星野宇喜子、遊山直紀
- 肉叢デザイン考案：西塚耕一、青柳久、金丸宏之、木村明広
- 肉叢デザインワークス：西塚耕一
- 画面効果デザイン考案：西塚耕一、天宮拓三、小野里浩一、青柳久、関洋一、手島義晶、金丸宏之、檜垣賢一、澤下禎、木村明広
- 画面効果ワークス：西塚耕一
- フィールドキャラクター：西塚耕一、檜垣賢一
- イベントワークス：青柳久、金丸宏之、春名弘
- システム設計：青柳久、金丸宏之、佐藤洋、澤下禎、木村明広
- キャラクター原案：木村明広、小松原直美、寺沢英理香
- キャラクターデザイン：木村明広、小松原直美
- ビジュアル
  - エディット：関洋一、中里壮志、小松原直美、木村明広
  - プログラム協力：田名網正
  - エディット協力：兼綱康成、安東貴広
- 音楽／音効：澤下禎、川島伸二、日野由紀子
- 音源ドライバー：小倉唯克
- 音声制作：（株）アーツビジョン、松田咲實、網代紀子
- 音声演出：沢木郁也
- マニュアル
  - 制作：結城貴美
  - デザインワークス：斎藤重治（斎藤デザイン事務所）
  - 制作協力：（有）イマジンネットワーク、小川好彦
  - ジャケットアーツ：木村明広、小松原直美
- 一般公募
  - 協力：（株）メディアワークス『電撃PCエンジン』
- ご協力御礼!!
  - RS：島哲郎、吉川明、岡安久、横山秀昭、高見由紀、笠井晶子、磯田笑子
  - NEC：香林秀和、杉山暢、曽根和洋、高野隆志、高橋昌人、竹之内義輝、立花芳行、年岡伸二、松尾有紀
  - （株）メディアクリエイティブジャパン、（株）広明通信社、スタジオ ユー（株）、ポリグラム（株）、（有）ファーイーストアミューズメントリサーチ、（株）ボールド
- 総監督：木村明広
- 制作／著作：（株）ライトスタッフ

## 評価
PCエンジン版
- ゲーム誌『ファミコン通信』の「クロスレビュー」では6・3・5・3の合計17点（満40点）、『電撃PCエンジン』では50・40・40・50の平均45点（満100点）、『PC Engine FAN』の読者投票による「ゲーム通信簿」での評価は以下の通りとなっており、23.8点（満30点）となっている。1998年に刊行されたゲーム誌『超絶 大技林 '98年春版』（徳間書店）では、「十二種の獣族」がメインキャラクターとなる事を指摘した上で、「独自のキャラが織りなすストーリーやシステムは、今までのRPGにはない独特の雰囲気を作りあげている」と肯定的に評価された。

| 項目 | キャラクタ | 音楽 | お買得度 | 操作性 | 熱中度 | オリジナリティ | 総合 |
| 得点 | 4.5        | 4.0  | 3.7      | 3.5    | 4.0    | 4.0            | 23.8 |
- ゲーム本『懐かしゲーム機大百科 PCエンジン完全ガイド 1987-1999』では、本作が人種差別などの社会問題をテーマとした意欲作である事は認めたものの、ゲーム進行が不可能となるバグが多数存在した事により「残念ながら本作の評価は低かった」と記している。

PlayStation版
ゲーム誌『ファミ通』の「クロスレビュー」では合計18点（満40点）、『Play Station Magazine』の読者投票による「ゲーム通信簿」での評価は以下の通りとなっており、19.9点（満30点）となっている。
| 項目 | キャラクタ | 音楽 | お買得度 | 操作性 | 熱中度 | オリジナリティ | 総合 |
| 得点 | 4.0        | 3.3  | 3.7      | 3.1    | 2.9    | 2.9            | 19.9 |

## 関連作品

### 書籍
- アルナムの牙 獣族十二神徒伝説 Official Fan Book
- アルナムの翼&牙 Complete Works
- アルナムの牙 新章 十二神徒伝説 （著:臼木照晶）／角川スニーカー文庫